# گودرون ۳۲۸
سیارک ۳۲۸ (به انگلیسی: 328 Gudrun) سیصد و بیست و هشتمین سیارک کشف شده‌است که در ۱۸ مارس ۱۸۹۲ و در هایدلبرگ کشف شد.
قدر مطلق سیارک برابر ۸٫۶۰ است.